# 相良頼峯
相良 頼峯（さがら よりみね）は、肥後国人吉藩の第7代藩主。

## 生涯
享保20年（1735年）9月29日（異説として享保18年（1733年））、第6代藩主・相良長在の長男として生まれる。元文3年（1738年）の父の死去により跡を継いだ。しかし幼少であることから、幕府より領地を削減されることを恐れた家臣団が、頼峯の生年（公年）を2年ほど改竄したと言われている。
享保の飢饉による被害で藩財政難に苦しみ、倹約令を出す。しかし効果はなく、宝暦5年（1755年）に藩内を大洪水が襲って大被害を受けた。翌宝暦6年（1756年）8月に頼峯が江戸に出府しているとき、家老（大衆議派）の万江長右衛門ら5人は藩の財政難解決のために、困窮する藩士に藩の銀を貸し出し、返済方法は藩士の知行から年賦払いにするという改革案を提示する。だがこれは、銀を借りる肩代りとして返済が済むまで家禄を差し出させねばならず、これでは一層貧困に苦しむとして藩士らは反対する。藩士らは、これは家老らの提案であるから家老らに訴え出ても無駄であると、門葉（相良一族で小衆議派）である相良織部頼真、相良頼母（後の相良頼央）らに訴え出たことから、家老と門葉による対立が起こった。
これに対して、頼峯ははじめ門葉を支持し、さらに自分に継嗣が無かったことから、頼母を自らの養子として迎えるまでにいたった。養子縁組に対して家老一派は反対したが、頼峯は押し切った。ところが、藩医の右田立哲なる者が門葉一派の指示を受けて頼峯を毒殺しようとする陰謀が発覚する。この事件で右田は自殺し、門葉一派も処分された。
宝暦8年（1758年）4月12日（届け出は4月14日）に江戸参府の途上、発病し、江戸到着後に死去した。享年24。この若さのため、一説に毒殺ともされている。跡を頼央（頼母）が継いだ。

## 系譜
父母
- 相良長在（父）
- 於称為（母） - 秋月種弘の娘

養子
- 相良頼央 - 長在の次男